# 勒瓦斯特
勒瓦斯特（法語：Le Wast）是法国北部-加来海峡大区加来海峡省的一个市镇，属于滨海布洛涅区代夫勒县。该市镇2009年时的人口为206人。

## 人口
勒瓦斯特人口变化图示
| 数据来源：INSEE |